# Werner Alpers
Werner Alpers (* 26. August 1936 in Harburg-Wilhelmsburg) ist ein deutscher Meeresforscher. Er ist emeritierter Professor am Institut für Meereskunde der Universität Hamburg.

## Leben
Alpers studierte Physik an der Universität Hamburg, der Universität Zürich und an der University of Wisconsin–Madison. 1967 promovierte er an der Universität Hamburg auf dem Gebiet der theoretischen Physik (Elementarteilchentheorie). Von 1968 bis 1970 war er Postdoctoral Fellow am Europäischen Weltraumforschungsinstitut (ESRIN) in Frascati bei Rom und von 1970 bis 1973 Wissenschaftler am Max-Planck-Institut für Physik und Astrophysik, Institut für extraterrestrische Physik in Garching bei München, wo er auf dem Gebiet der Weltraumphysik und Physik der kosmischen Strahlung arbeitete. 1973 wechselte er zur Ozeanographie und arbeitet seitdem auf dem Gebiet der Fernerkundung des Ozeans. Zunächst arbeitete er als Wissenschaftler an der Universität Hamburg und dem Max-Planck-Institut für Meteorologie, von 1985 bis 1989 als Professor an der Universität Bremen im Fachbereich Physik und Elektrotechnik und von 1989 bis 2001 als Professor an der Universität Hamburg im Institut für Meereskunde. Dort gründete und leitete er die Forschungsgruppe Satellitenozeanographie, in der Grundlagenforschung zur Vorbereitung von Satellitenmissionen zur Fernerkundung von Ozeanen durchgeführt wurden. 2001 wurde er pensioniert. Seit seiner Emeritierung im Jahre 2001 ist er weiterhin in der Forschung an der Universität Hamburg tätig und arbeitet eng mit Wissenschaftlern aus Frankreich, Norwegen, USA, Russland und China zusammen. Seit 1999 ist er Gastprofessor an der Ocean University of China in Qingdao.
Er ist verheiratet mit Ruth Alpers, geb. Kleindienst. Sie haben fünf Kinder.

## Auszeichnungen
- Distinguished Technical Achievement Award of the IEEE Oceanic Engineering Society, 2001[1]
- Distinguished Science Award of the International Pan Ocean Remote Sensing Conference Association (PORSEC), 2008[2]
- Nationaler Freundschaftspreis (National Friendship Award) der Volksrepublik China, 2008[3][4]

## Publikationen
Er veröffentlichte mehr als 130 Artikel in wissenschaftlichen Zeitschriften; Auswahl:
- The two-frequency microwave technique for measuring ocean-wave spectra from an airplane or satellite, W Alpers, K Hasselmann, Boundary-Layer Meteorology 13 (1–4), 215–230, 1978
- On the detectability of ocean surface waves by real and synthetic aperture radar, WR Alpers, DB Ross, CL Rufenach, Journal of Geophysical Research: Oceans 86 (C7), 6481–6498, 1981
- Scylla and Charybdis observed from space, W Alpers, E Salusti, Journal of Geophysical Research: Oceans 88 (C3), 1800–1808, 1983
- A theory of the imaging mechanism of underwater bottom topography, W Alpers, I Hennings, J. Geophys. Res 89, 1029–10546, 1984
- Theory of radar imaging of internal waves, W Alpers, Nature 314 (6008), 245–247, 1985
- The damping of ocean waves by surface films: A new look at an old problem, W Alpers, H Hühnerfuss, Journal of Geophysical Research: Oceans 94 (C5), 6251–6265, 1989
- Atmospheric boundary layer rolls observed by the synthetic aperture radar aboard the ERS-1 satellite, W Alpers, B Brümmer, Journal of Geophysical Research 99 (C6), 12613-1262, 1994
- Katabatic wind fields in coastal areas studied by ERS-1 synthetic aperture radar imagery and numerical modeling, W Alpers, U Pahl, G Gross, Journal of Geophysical Research 103 (C4), 7875–7886, 1998
- A small-scale oceanic eddy off the coast of West Africa studied by multi-sensor satellite and surface drifter data, W Alpers, P Brandt, A Lazar, D Dagorne, B Sow, S Faye, MW Hansen, A Rubino, PM Poulain j, P Brehmer, Remote Sensing of Environment 129, 132–143, 2013
- Application of a new algorithm using Doppler information to retrieve complex wind fields over the Black Sea from ENVISAT SAR images, W Alpers, A Mouche, J Horstmann, AY Ivanov, VS Barabanov, International Journal of Remote Sensing 36 (3), 863–881, 2015
- Study of a wind front over the northern South China Sea generated by the freshening of the North-East Monsoon, W Alpers, WK Wong, KF Dagestad, PW Chan, Boundary-Layer Meteorol 157,125–140, 2015
- Rain footprints on C-band synthetic aperture radar images of the ocean-revisited, W Alpers, B. Zhang, A Mouche, K Zeng, PW Chan, Remote Sensing of Environment, 187, 169–185, 2016